# Vùng của Slovakia
Kể từ năm 1949 (trừ 1990-1996), Slovakia đã được chia thành một số vùng, được gọi là kraje (số ít là kraj, thường được gọi là vùng, nhưng thực tế có nghĩa "hạt"). Số lượng và ranh giới được thay đổi nhiều lần. Tính đến thời điểm hiện tại, Slovakia được chia thành 8 vùng, tương ứng với mức độ đơn vị hành chính địa phương NUTS-3. Mỗi vùng có các Okres (quận hoặc huyện). Hiện tại có tổng cộng 79 huyện tại Slovakia.

## Danh sách
Sau một khoảng thời gian từ 1990-1996 không có bất cứ vùng nào, ngày 24 tháng 7 năm 1996, Slovakia đã được chia thành 8 kraje:
| Cờ | Huy hiệu | Vùng            | Thủ phủ         | Dân số  | Diện tích (km²) | Mật độ dân số | NUTS mức độ 3 |
| -- | -------- | --------------- | --------------- | ------- | --------------- | ------------- | ------------- |
|    |          | Bratislava      | Bratislava      | 603.699 | 2.052,6         | 294,11        | SK010         |
|    |          | Trnava          | Trnava          | 554.172 | 4.172,2         | 132,76        | SK021         |
|    |          | Trenčín         | Trenčín         | 600.386 | 4.501,9         | 133,36        | SK022         |
|    |          | Nitra           | Nitra           | 708.498 | 6.343,4         | 111,69        | SK023         |
|    |          | Žilina          | Žilina          | 694.763 | 6.808,4         | 102,04        | SK031         |
|    |          | Banská Bystrica | Banská Bystrica | 657.119 | 9.454,8         | 69,50         | SK032         |
|    |          | Prešov          | Prešov          | 798.596 | 8.974,5         | 88,98         | SK041         |
|    |          | Košice          | Košice          | 771.947 | 6.751,9         | 114,33        | SK042         |

Từ năm 2002, Slovakia được chia thành 8 vùng tự quản (samosprávne kraje), được Hiến pháp gọi là vyššie územné celky (Các đơn vị lãnh thổ cao hơn), viết tắt là VÚC. Lãnh thổ và ranh giới các vùng tự quản vẫn y hệt như vùng trước đó. Do đó, từ kraj có thể được thay thế bằng "VÚC" hoặc samosprávny kraj trong mỗi vùng trong danh sách trên. Sự khác biệt chính là các cơ quan hành chính của samosprávne kraje tự quản, với một chủ tịch và hội đồng được bầu, trong khi các cơ quan của kraje được chính phủ chỉ định.

## Vị trí các vùng
| Prešov Košice Žilina Banská Bystrica Trenčín Nitra Trnava Bratislava |

## Lịch sử

### Trước năm 1949
Trong lịch sử, Slovakia không được chia thành kraje, mà được chia thành các huyện của Hungary. Trước đó, Slovakia là một phần của:
- Đại Moravia (Thế kỷ thứ 9)
- Vương quốc Hungary (Thế kỷ 11/12-1918)
- Tiệp Khắc (župy tồn tại từ 1918-1928)
- Cộng hòa Slovak (župy tồn tại từ 1940-1945)

Năm 1928–1939 (và chính thức 1945-1948) Slovakia đã hình thành đơn vị hành chính Krajina slovenská ở Tiệp Khắc.

### 24 tháng 12 năm 1948/1 tháng 1 năm 1949 - 30 tháng 6 năm 1960
- Bratislavský kraj (vùng Bratislava)
- Banskobystrický kraj (vùng Banská Bystrica)
- Košický kraj (vùng Košice)
- Nitriansky kraj (vùng Nitra)
- Prešovský kraj (vùng Prešov)
- Žilinský kraj (vùng Žilina)

Mỗi vùng được đặt theo tên thành phố chính.

### 1 tháng 7 năm 1960 - ngày 19 tháng 12 năm 1990
- Stredoslovenský kraj (Trung Slovak)
- Východoslovenský kraj (Đông Slovak)
- Západoslovenský kraj (Tây Slovak)
- Bratislava (trước ngày 22 tháng 3 năm 1968 là một phần của Západoslovenský kraj, sau đó một phần là thực thể riêng biệt; từ tháng 1 năm 1971 là một kraj)

Lưu ý: Các kraje bị xóa bỏ từ 1 tháng 7 năm 1969 đến ngày 28 tháng 12 năm 1970 và được tái thiết lại sau đó.